# 盧琦

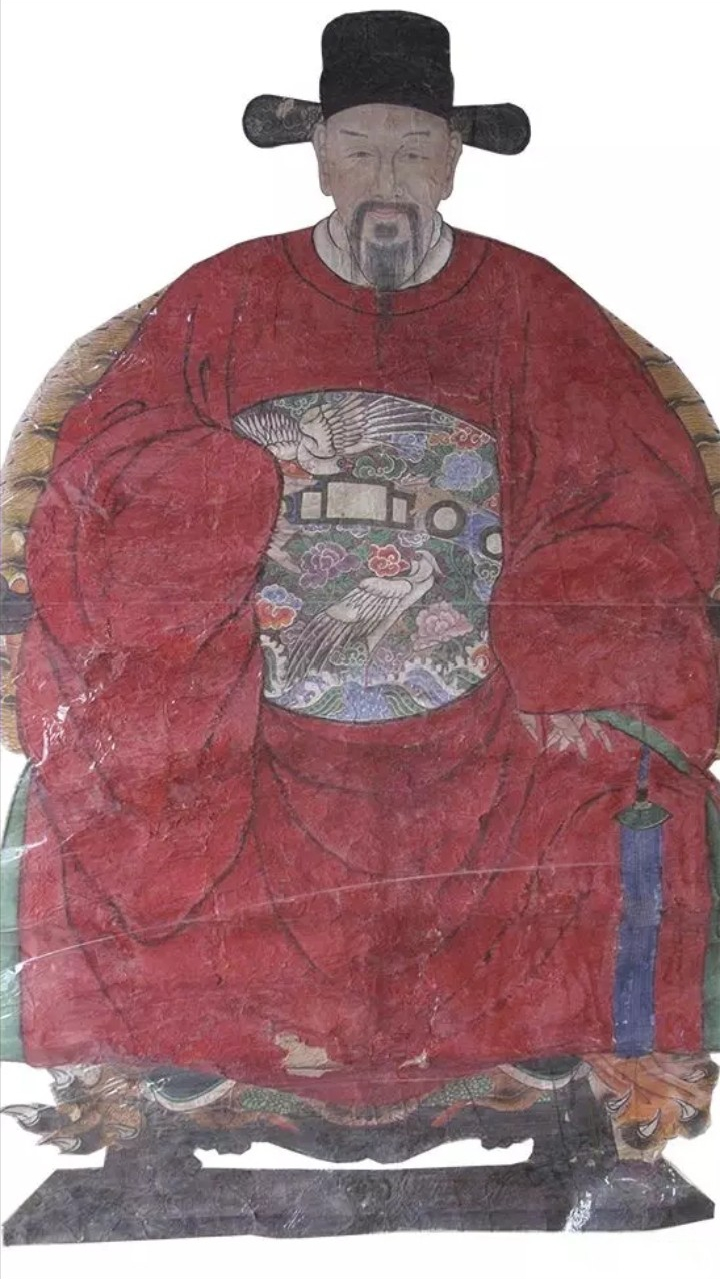
佚名繪《奉直大夫希韓公像》，現藏於惠安螺城北關盧厝

盧琦（1306年—1362年），字希韩，号圭峰、立斋，江浙惠安峰尾盧厝（今屬福建泉港區峰尾鎮誠平村）人，祖籍光州固始（今河南），同進士出身。

## 生平
至正二年（1342年）登壬午科左榜进士。至正十二年（1352年）逐漸升迁為永春县尹。到了當地，就立即實行賑濟飢民，禁止橫徵暴斂，平均賦役，削減計口分攤鹽一百餘引，免除無對象可徵收的包銀和鐵專賣稅。等到訴訟平息、民眾安定，就設立新的學宮，延請學官教導學生，並且每個月都會定期舉辦季考，學習之風非常好。鄰縣仙遊有盜賊起事，盧琦當時正好在該縣境內，盜賊遠遠看見，迎上來跪拜說：“此永春大夫也。為大夫百姓者，何幸之大乎！吾邑長乃以暴毒驅我，故至此耳。”盧琦便停下馬來告訴他們何謂禍福，聽完眾賊都放下武器，請求抓住他們的賊首，以表示自己改過自新。盧琦答應他們，賊首來到，就抓起來送到元帥府，至此盧琦的威名和恩惠在縣境之外流傳。至正十三年（1353年）泉州發生大饑荒，餓死的人到處都是。還能走路的，都扶老攜幼，到永春縣討飯吃，盧琦命令他們分別到佛寺及富有人家，食物由佛寺及富有人家提供，得以存活的不計其數。
至正十四年（1354年）安溪有賊寇數十萬前來侵犯永春。盧其聞訊，召集縣民說：“汝等能戰則與之戰，不能，則我當獨死之爾。”眾人都感到非常憤慨，並對盧琦回說：“使君何言也！使君父母，我民赤子，其忍以父母畀賊邪！且彼寇方將虜掠我妻子，焚毀我室廬，乃一邑深仇也。今日之事，有進無退，使君其勿以為憂。”因而競相奮發的跟著抵禦賊寇。於是盧琦便率領眾人迎戰賊寇，將其大敗。次日，賊寇又傾巢而至，盧琦又再度將其大敗。前後總共經歷大小三十餘戰，斬獲賊寇一千二百餘人，而縣民無一人死傷。賊寇隊伍受到重創，遂全部逃之夭夭。當時各地戰事四起，列郡皆動盪不安、騷亂不寧，惟獨只有永春縣境安定，無異於太平時期。百姓乃為其立德政碑，設生祠祭祀。
至正十六年（1356年）改调宁德县尹。先是，寧德縣內盜賊昌盛，居民藏匿山谷之中，後來聽聞盧琦來寧德任官，居民全都恢復常業，盜賊亦四散奔逃。不久，升任鹽課司。至正二十二年（1362年）經元惠宗左右親近的大臣推薦，升任平阳州知州。未至而殁。同年十二月，葬於惠安八都（今辋川镇）龟鳖山之原。与陈旅、林以顺、林泉生等人并称“元末閩中文學四大名士”。

## 家庭
子卢杲，任钜鹿知县、卢昺，任广平通判。

## 著作
著有《圭峰集》二卷 。

## 延伸阅读
[在维基数据编辑]
 《元史/卷192》，出自宋濂《元史》
 在维基共享资源阅览影像